# Kalmar läns och Gotlands läns valkrets
Kalmar läns och Gotlands läns valkrets (formellt namn Kalmar läns norra och södra landstingsområdens och Gotlands läns valkrets) var en särskild valkrets i första kammaren från förstakammarvalet 1921 och fram till kammarens avskaffande 1970. Valkretsen hade sju mandat i valen 1921–1943 och därefter sex mandat i valen 1951–1967.

## Riksdagsledamöter

### 1922–1927
- Erik Anderson, n
- Carl Boberg, n
- John Jeansson, n
- Gunnar Bodin, bf
- Petrus Nilsson, bf
- Axel Rune, lib s 1922–1923, fris 1924–1927 (1922–21/10 1927)
- Gustaf Malmberg, s (1922–1923)
  - Eli Svänsson, s (1924–1927)

### 1928–1935
- Erik Anderson, n 1928–1934, h 1935
- Carl Boberg, n (1928–1931)
  - Nils Wohlin, n 1932–1933, vilde 1934 (1932–1934)
    - Carl von Mühlenfels, h (1935)
- Gustaf Roos, n 1928–1934, h 1935
- Uno Wijkström, n 1928–1934, h 1935
- Gunnar Bodin, bf
- Petrus Nilsson, bf
- Ruben Wagnsson, s

### 1936–1943
- Erik Anderson, h (1936–1937)
  - Carl Sundberg, h (1938–1943)
- Axel Mannerskantz, h
- Gunnar Bodin, bf
- Arthur Heiding, bf
- Petrus Nilsson (från 1939 Petrus Gränebo), bf
- Karl Magnusson, s (1936–5/7 1943)
  - Karl Söderdahl, s (18/11–31/12 1943)
- Ruben Wagnsson, s

### 1944–1951
- Axel Mannerskantz, h
- Carl Sundberg, h
- Petrus Gränebo, bf
- Arthur Heiding, bf
- Lars Lindén, s
- Karl Söderdahl, s (1944–1/5 1948)
  - Georg Pettersson, s (1949–1951)
- Ruben Wagnsson, s (1944–1947)
  - John Jonsson, s (1948–1951)

### 1952–1959
- Tor Björnberg, h (1952–1955)
  - Axel Mannerskantz, h (1956–1959)
- Nils Franzén, bf/c
- Nils Larsson, bf/c
- John Jonsson, s (1952–25/5 1957)
  - Bertil Petersson, s (höstriksdagen 1957–1959)
- Lars Lindén, s (1952–21/1 1956)
  - Harry Apelqvist, s (9/2 1956–8/3 1957)
    - Arvid Hellebladh, s (23/3 1957–1959)
- Georg Pettersson, s

### 1960–1967
- Lars Schött, h
- Nils Larsson, c
- Ivan Svanström, c
- Arvid Hellebladh, s
- Bertil Petersson, s
- Georg Pettersson, s

### 1968–1970
- Lars Schött, h/m
- Nils Larsson, c
- Ivan Svanström, c
- Sven-Otto Österdahl, fp
- Bertil Petersson, s
- Georg Pettersson, s